# Paracryptops weberi
Paracryptops weberi är en mångfotingart som beskrevs av Reginald Innes Pocock 1891. Paracryptops weberi ingår i släktet Paracryptops och familjen Cryptopidae.
Artens utbredningsområde är Singapore. Inga underarter finns listade i Catalogue of Life.